# Prudowe
Prudowe – dawna wieś. Tereny, na których leżała, znajdują się obecnie na Białorusi, w obwodzie witebskim, w rejonie głębockim, w sielsowiecie Urzecze.

## Historia
W czasach zaborów w okręgu wiejskim Kosarzewszczyzna, w gminie Zalesie, w powiecie dzisieńskim, w guberni wileńskiej Imperium Rosyjskiego. Pod koniec XIX wieku należała do dóbr Kosarzewszczyzna, własność Michałowskich.
W latach 1921–1945 wieś leżała w Polsce, w województwie wileńskim, w powiecie dziśnieńskim, w gminie Zalesie.
Według Powszechnego Spisu Ludności z 1921 roku zamieszkiwało tu 87 osób, 12 było wyznania rzymskokatolickiego a 75 prawosławnego. Jednocześnie 10 mieszkańców zadeklarowało polską a 77 białoruską przynależność narodową. Było tu 17 budynków mieszkalnych. W 1931 w 19 domach zamieszkiwało o 78 osób.
Wierni należeli do parafii rzymskokatolickiej w Głębokiem i parafii prawosławnej w Zaborzu. Miejscowość podlegała pod Sąd Grodzki w Łużkach i Okręgowy w Wilnie; właściwy urząd pocztowy mieścił się w Zalesiu.